# Торпедо (Рига)
Футбольний клуб «Торпедо» Рига (латис. Futbola klubs Torpedo Rīga) — колишній латвійський футбольний клуб з Риги, що існував у 1957—2000 роках.

## Досягнення
- Вища ліга
  - Срібний призер (2): 1996, 1997
- Перша ліга
  - Переможець (1): 1999
- Чемпіонат Латвійської РСР
  - Чемпіон (3): 1984, 1986, 1987
- Кубок Латвійської РСР
  - Володар (1): 1989.